# No le digas a mamá que trabajo en la tele
No le digas a mamá que trabajo en la tele fue un programa de televisión español emitido de lunes a viernes a las 17:45 horas en Cuatro. Fue estrenado el 4 de julio de 2011, con Goyo Jiménez, Dani Rovira y Lorena Castell al mando, sustituyendo así al formato de Flo, que ocupaba la sobremesa de la cadena con Tonterías las Justas. Finalmente, tras sus discretos índices de audiencia, el programa fue cancelado el 11 de noviembre del mismo año.

## Historia
No le digas a mamá que trabajo en la tele se estrenó el 4 de julio de 2011 como un nuevo programa para las tardes de Cuatro en sustitución de Tonterías las justas, que echó el cierre el 1 de julio del mismo año, para abordar una nueva etapa en otra cadena de televisión: Neox.
Presentado por Goyo Jiménez junto a Dani Rovira y Lorena Castell, No le digas a mamá que trabajo en la tele repasaba con tono humorístico la actualidad del día y los momentos más curiosos e impactantes de la pequeña pantalla. El formato también incluía parodias, doblajes y tiras cómicas sobre el mundo televisivo, entre otras secciones. Además, contaba con varios colaboradores y reporteros que trataban la actualidad de la calle.
El programa, producido por Mandarina, contaba también con las colaboraciones habituales de Raúl Pérez, David Perdomo e Iñaki Urrutia, así como las reporteras Ares Teixidó e Ingrid Betancor. Además, tras el debut del programa en su estreno, Kiko Rivera fue el padrino y Mario Vaquerizo el autor de la sintonía de la cabecera.

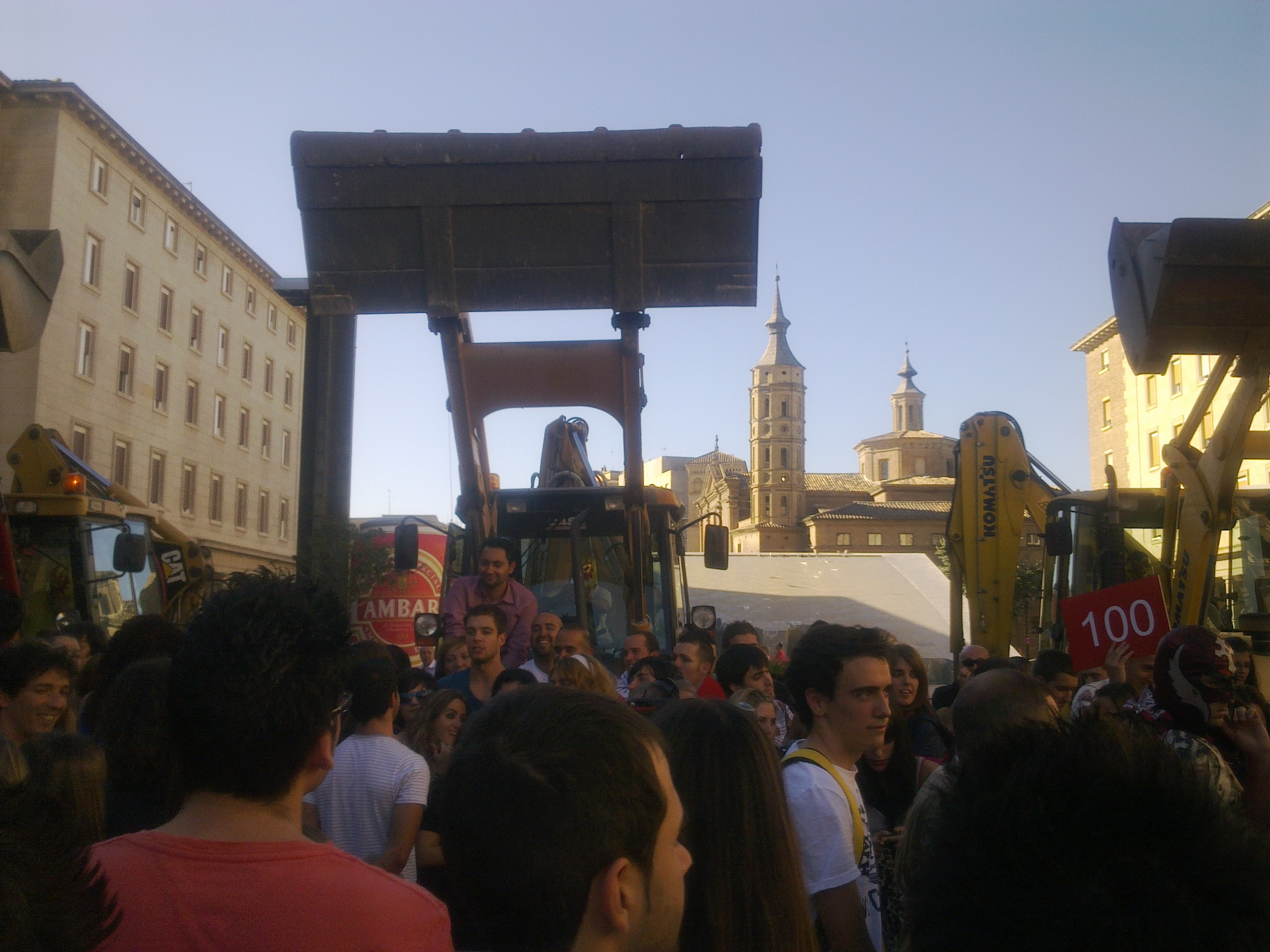
En el programa solían "castigar" a los colaboradores arrojándoles sustancias asquerosas desde una excavadora. La víspera del Día del Pilar lo hicieron desde Zaragoza.

El 11 de octubre de 2011, la cadena Cuatro y la productora Mandarina informaron a los espectadores del programa que, a partir del jueves 13 de octubre, el magacín presentado por Goyo Jiménez pasaría a emitirse en la franja de media tarde, a partir de las 17:45 horas.
Tras el cambio de horario y viendo sus expectativas no cumplidas, Mediaset España canceló el espacio vespertino debido a sus bajos índices de audiencia. La última emisión del programa fue el viernes 11 de noviembre de 2011. Así que el lunes 14 de noviembre, Cuatro dobló la emisión del concurso ¡Salta a la vista!, presentado por Roberto Vilar.

## Secciones
- Salidas con famosos: El famoso debía someterse en plena calle a las pruebas más inverosímiles que les proponga el programa.
- Encuestas a pie de calle: Una de las reporteras pide la opinión del público sobre los realities, los programas del corazón, los informativos, los deportes...
- Parodias, doblajes, sketches e imitaciones: Se desarrollaba en un plató con una original escenografía que recrea monitores de televisión y pantallas táctiles de dispositivos móviles y tabletas e incorpora una ambientación colorista que incluye elementos XXL.
- Noticias serias, muy serias: Lorena Castell y Raúl Pérez (Matías Prats) son dos presentadores de informativos que transmiten a los espectadores las noticias más impactantes del día.
- Culo veo, culo quiero: En esta sección, los colaboradores y el invitado famoso hacen pruebas basadas en lo que hacen otros programas de televisión.
- Cruce de cables: Lo más freak de mezclar los contenidos de la televisión se comenta en el programa mediante unos vídeos retocados.
- Los Manueles: Goyo Jiménez y Dani Rovira presentan 'Los Manueles, portes y deportes' e imitan a dos gitanos.
- Infiltrados: Los colaboradores del programa se "infiltran" entre las escenas de otro programa.
- Ranking: El mejor contenido de programas, se numera del diez al uno.
- Zapping: Lo mejor de la televisión resumido en 1 minuto.

## Equipo técnico

### Presentador
- Goyo Jiménez: Presentador del programa. Se encarga de enlazar los vídeos, presentar a los colaboradores y seleccionar las pruebas con las que "torturar" a sus compañeros.

- Dani Rovira: Humorista. Introduce vídeos curiosos de la televisión y es, junto a Goyo, uno de los componentes de "Los Manueles", unos gitanos que presentan vídeos graciosos relacionados con el deporte.

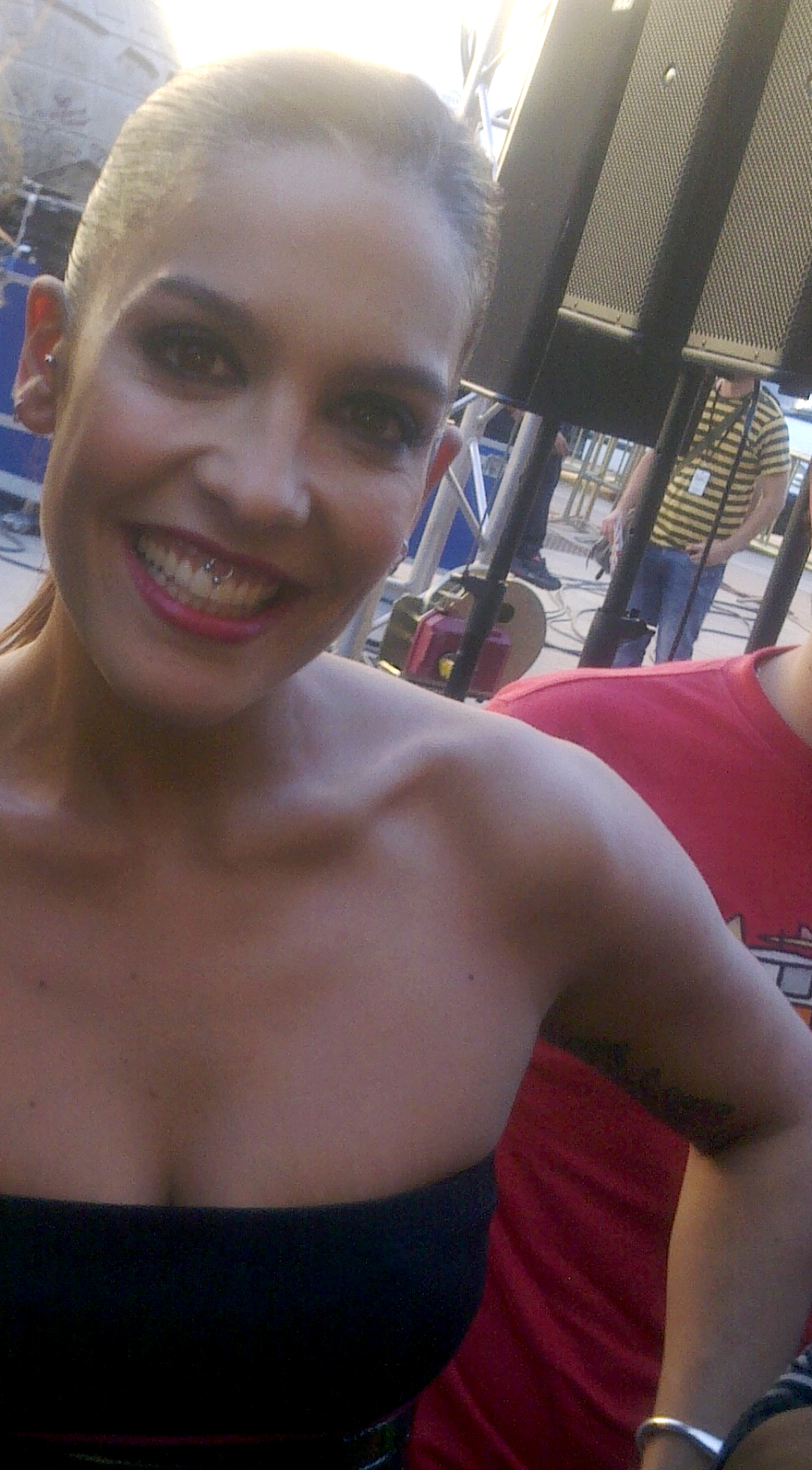
Lorena Castell en un especial del programa desde Zaragoza (Plaza del Pilar).

- Lorena Castell: Colaboradora de programas y artista; es la chica más roquera del programa. Compagina su trabajo en la tele con el mundo de la música.

### Colaboradores
- Raúl Pérez: Imita a los personajes más relevantes de la actualidad como Jorge Javier Vázquez, Matías Prats o Txumari Alfaro.

- David Perdomo: Humorista y experto en pantomima. Se ha formado como actor en Casa Hamlet de Coruña y ha trabajado junto a Leo Bassi.

- Iñaki Urrutia: Encargado de proponer a Goyo pruebas para los colaboradores y de las "noticias locas" que suceden en el mundo. Ha intervenido en El Club de la Comedia, Noche sin tregua y Ruffus & Navarro, en la serie 7 vidas y la obra de teatro Maldito Naranjito.

- Ares Teixidó: Encargada de "retar" a los famosos. Dio el salto en televisión con el programa Mientras duermes, de Telecinco. Ha colaborado en Ya te digo, Summertime y Vuélveme loca.

### Reporteros
- Ingrid Betancor: Hace encuestas a pie de calle y pregunta a la gente para probar sus [generalmente escasos] conocimientos. Ha sido reportera de Las mañanas de Cuatro y Vuélveme loca.

- Leticia Fernández: Se incorporó al programa el 11 de julio para poner a prueba cuánto saben los famosos sobre la televisión.

## Audiencias
| Audiencias diarias | Audiencias diarias | Audiencias diarias                  | Audiencias diarias | Audiencias diarias |
| Temporada          | Programa(s)        | Emisión                             | Espectadores       | Share              |
| ------------------ | ------------------ | ----------------------------------- | ------------------ | ------------------ |
| 1                  | 1                  | Lunes, 4 de julio de 2011           | 565.000            | 4,3%               |
| 1                  | 2                  | Martes, 5 de julio de 2011          | 477.000            | 3,6%               |
| 1                  | 3                  | Miércoles, 6 de julio de 2011       | 472.000            | 3,6%               |
| 1                  | 4                  | Jueves, 7 de julio de 2011          | 476.000            | 3,7%               |
| 1                  | 5                  | Viernes, 8 de julio de 2011         | 373.000            | 2,8%               |
| 1                  | 6                  | Lunes, 11 de julio de 2011          | 560.000            | 4,3%               |
| 1                  | 7                  | Martes, 12 de julio de 2011         | 477.000            | 3,7%               |
| 1                  | 8                  | Miércoles, 13 de julio de 2011      | 415.000            | 3,2%               |
| 1                  | 9                  | Jueves, 14 de julio de 2011         | 306.000            | 2,4%               |
| 1                  | 10                 | Viernes, 15 de julio de 2011        | 297.000            | 2,4%               |
| 1                  | 11                 | Lunes, 18 de julio de 2011          | 473.000            | 3,6%               |
| 1                  | 12                 | Martes, 19 de julio de 2011         | 431.000            | 3,3%               |
| 1                  | 13                 | Miércoles, 20 de julio de 2011      | 390.000            | 3,1%               |
| 1                  | 14                 | Jueves, 21 de julio de 2011         | 335.000            | 2,7%               |
| 1                  | 15                 | Viernes, 22 de julio de 2011        | 342.000            | 2,7%               |
| 1                  | 16                 | Lunes, 25 de julio de 2011          | 415.000            | 3,3%               |
| 1                  | 17                 | Martes, 26 de julio de 2011         | 444.000            | 3,5%               |
| 1                  | 18                 | Miércoles, 27 de julio de 2011      | 447.000            | 3,6%               |
| 1                  | 19                 | Jueves, 28 de julio de 2011         | 491.000            | 4,0%               |
| 1                  | 20                 | Viernes, 29 de julio de 2011        | 401.000            | 3,2%               |
| 1                  | 21                 | Lunes, 1 de agosto de 2011          | 411.000            | 3,3%               |
| 1                  | 22                 | Martes, 2 de agosto de 2011         | 412.000            | 3,4%               |
| 1                  | 23                 | Miércoles, 3 de agosto de 2011      | 361.000            | 3,1%               |
| 1                  | 24                 | Jueves, 4 de agosto de 2011         | 340.000            | 2,9%               |
| 1                  | 25                 | Viernes, 5 de agosto de 2011        | 386.000            | 3,3%               |
| 1                  | 26                 | Lunes, 8 de agosto de 2011          | 308.000            | 2,6%               |
| 1                  | 27                 | Martes, 9 de agosto de 2011         | 310.000            | 2,6%               |
| 1                  | 28                 | Miércoles, 10 de agosto de 2011     | 258.000            | 2,3%               |
| 1                  | 29                 | Jueves, 11 de agosto de 2011        | 250.000            | 2,2%               |
| 1                  | 30                 | Viernes, 12 de agosto de 2011       | 277.000            | 2,6%               |
| 1                  | 31                 | Martes, 16 de agosto de 2011        | 303.000            | 2,7%               |
| 1                  | 32                 | Miércoles, 17 de agosto de 2011     | 293.000            | 2,5%               |
| 1                  | 33                 | Jueves, 18 de agosto de 2011        | 298.000            | 2,6%               |
| 1                  | 34                 | Viernes, 19 de agosto de 2011       | 398.000            | 3,5%               |
| 1                  | 35                 | Lunes, 22 de agosto de 2011         | 326.000            | 2,6%               |
| 1                  | 36                 | Martes, 23 de agosto de 2011        | 327.000            | 2,7%               |
| 1                  | 37                 | Miércoles, 24 de agosto de 2011     | 317.000            | 2,5%               |
| 1                  | 38                 | Jueves, 25 de agosto de 2011        | 287.000            | 2,3%               |
| 1                  | 39                 | Viernes, 26 de agosto de 2011       | 279.000            | 2,3%               |
| 1                  | 40                 | Lunes, 29 de agosto de 2011         | 357.000            | 2,7%               |
| 1                  | 41                 | Martes, 30 de agosto de 2011        | 309.000            | 2,4%               |
| 1                  | 42                 | Miércoles, 31 de agosto de 2011     | 290.000            | 2,2%               |
| 1                  | 43                 | Jueves, 1 de septiembre de 2011     | 353.000            | 2,7%               |
| 1                  | 44                 | Viernes, 2 de septiembre de 2011    | 316.000            | 2,4%               |
| 1                  | 45                 | Lunes, 5 de septiembre de 2011      | 361.000            | 2,7%               |
| 1                  | 46                 | Martes, 6 de septiembre de 2011     | 340.000            | 2,6%               |
| 1                  | 47                 | Miércoles, 7 de septiembre de 2011  | 336.000            | 2,5%               |
| 1                  | 48                 | Jueves, 8 de septiembre de 2011     | 325.000            | 2,6%               |
| 1                  | 49                 | Viernes, 9 de septiembre de 2011    | 268.000            | 1,9%               |
| 1                  | 50                 | Lunes, 12 de septiembre de 2011     | 369.000            | 2,8%               |
| 1                  | 51                 | Martes, 13 de septiembre de 2011    | 418.000            | 3,2%               |
| 1                  | 52                 | Miércoles, 14 de septiembre de 2011 | 405.000            | 3,0%               |
| 1                  | 53                 | Jueves, 15 de septiembre de 2011    | 346.000            | 2,7%               |
| 1                  | 54                 | Viernes, 16 de septiembre de 2011   | 451.000            | 3,2%               |
| 1                  | 55                 | Lunes, 19 de septiembre de 2011     | 398.000            | 2,9%               |
| 1                  | 56                 | Martes, 20 de septiembre de 2011    | 425.000            | 3,2%               |
| 1                  | 57                 | Miércoles, 21 de septiembre de 2011 | 370.000            | 2,8%               |
| 1                  | 58                 | Jueves, 22 de septiembre de 2011    | 397.000            | 3,0%               |
| 1                  | 59                 | Viernes, 23 de septiembre de 2011   | 416.000            | 3,1%               |
| 1                  | 60                 | Lunes, 26 de septiembre de 2011     | 369.000            | 2,8%               |
| 1                  | 61                 | Martes, 27 de septiembre de 2011    | 373.000            | 2,8%               |
| 1                  | 62                 | Miércoles, 28 de septiembre de 2011 | 433.000            | 3,1%               |
| 1                  | 63                 | Jueves, 29 de septiembre de 2011    | 406.000            | 3,0%               |
| 1                  | 64                 | Viernes, 30 de septiembre de 2011   | 460.000            | 3,4%               |
| 1                  | 65                 | Lunes, 3 de octubre de 2011         | 369.000            | 2,9%               |
| 1                  | 66                 | Martes, 4 de octubre de 2011        | 361.000            | 2,8%               |
| 1                  | 67                 | Miércoles, 5 de octubre de 2011     | 338.000            | 2,6%               |
| 1                  | 68                 | Jueves, 6 de octubre de 2011        | 376.000            | 2,9%               |
| 1                  | 69                 | Viernes, 7 de octubre de 2011       | 326.000            | 2,4%               |
| 1                  | 70                 | Lunes, 10 de octubre de 2011        | 358.000            | 2,9%               |
| 1                  | 71                 | Martes, 11 de octubre de 2011       | 357.000            | 2,8%               |
| 1                  | 72                 | Jueves, 13 de octubre de 2011       | 140.000            | 1,5%               |
| 1                  | 73                 | Viernes, 14 de octubre de 2011      | 198.000            | 2,1%               |
| 1                  | 74                 | Lunes, 17 de octubre de 2011        | 231.000            | 2,4%               |
| 1                  | 75                 | Martes, 18 de octubre de 2011       | 171.000            | 1,8%               |
| 1                  | 76                 | Miércoles, 19 de octubre de 2011    | 183.000            | 1,8%               |
| 1                  | 77                 | Jueves, 20 de octubre de 2011       | 171.000            | 1,7%               |
| 1                  | 78                 | Viernes, 21 de octubre de 2011      | 165.000            | 1,6%               |
| 1                  | 79                 | Lunes, 24 de octubre de 2011        | 192.000            | 1,8%               |
| 1                  | 80                 | Martes, 25 de octubre de 2011       | 190.000            | 1,9%               |
| 1                  | 81                 | Miércoles, 26 de octubre de 2011    | 215.000            | 2,1%               |
| 1                  | 82                 | Jueves, 27 de octubre de 2011       | 212.000            | 2,1%               |
| 1                  | 83                 | Viernes, 28 de octubre de 2011      | 163.000            | 1,6%               |
| 1                  | 84                 | Miércoles, 2 de noviembre de 2011   | 178.000            | 1,7%               |
| 1                  | 85                 | Jueves, 3 de noviembre de 2011      | 191.000            | 1,9%               |
| 1                  | 86                 | Viernes, 4 de noviembre de 2011     | 308.000            | 2,7%               |
| 1                  | 87                 | Lunes, 7 de noviembre de 2011       | 186.000            | 1,8%               |
| 1                  | 88                 | Martes, 8 de noviembre de 2011      | 193.000            | 1,9%               |
| 1                  | 89                 | Miércoles, 9 de noviembre de 2011   | 212.000            | 2,0%               |
| 1                  | 90                 | Jueves, 10 de noviembre de 2011     | 163.000            | 1,6%               |
| 1                  | 91                 | Viernes, 11 de noviembre de 2011    | 133.000            | 1,3%               |

| Media semanal | Media semanal | Media semanal                         | Media semanal | Media semanal |
| Temporada     | Programa(s)   | Emisión                               | Espectadores  | Cuota         |
| ------------- | ------------- | ------------------------------------- | ------------- | ------------- |
| 1             | 1 - 5         | Semana 1: 4 a 8 de julio              | 477.000       | 3,6%          |
| 1             | 6 - 10        | Semana 2: 11 a 15 de julio            | 411.000       | 3,2%          |
| 1             | 11 - 15       | Semana 3: 18 a 22 de julio            | 394.000       | 3,1%          |
| 1             | 16 - 20       | Semana 4: 25 a 29 de julio            | 440.000       | 3,5%          |
| 1             | 21 - 25       | Semana 5: 1 a 5 de agosto             | 382.000       | 3,2%          |
| 1             | 26 - 30       | Semana 6: 8 a 12 de agosto            | 281.000       | 2,5%          |
| 1             | 31 - 34       | Semana 7: 16 a 19 de agosto           | 323.000       | 2,8%          |
| 1             | 35 - 39       | Semana 8: 22 a 26 de agosto           | 307.000       | 2,5%          |
| 1             | 40 - 44       | Semana 9: 29/08 a 2 de septiembre     | 325.000       | 2,5%          |
| 1             | 45 - 49       | Semana 10: 5 a 9 de septiembre        | 326.000       | 2,5%          |
| 1             | 50 - 54       | Semana 11: 12 a 16 de septiembre      | 398.000       | 3,0%          |
| 1             | 55 - 59       | Semana 12: 19 a 23 de septiembre      | 401.000       | 3,0%          |
| 1             | 60 - 64       | Semana 13: 26 a 30 de septiembre      | 408.000       | 3,0%          |
| 1             | 65 - 69       | Semana 14: 3 a 7 de octubre           | 354.000       | 2,7%          |
| 1             | 70 - 73       | Semana 15: 10 a 14 de octubre         | 263.000       | 2,3%          |
| 1             | 74 - 78       | Semana 16: 17 a 21 de octubre         | 184.000       | 1,9%          |
| 1             | 79 - 83       | Semana 17: 24 a 28 de octubre         | 194.000       | 1,9%          |
| 1             | 84 - 86       | Semana 18: 2 a 4 de noviembre         | 225.000       | 2,1%          |
| 1             | 87 - 91       | Semana 19: 7 a 11 de noviembre        | 177.000       | 1,7%          |
| 1             | 91            | 4 de julio al 11 de noviembre de 2011 | 330.000       | 2,7%          |

## Críticas
El programa fue recibido en sus inicios con críticas negativas, donde se acusó al programa de repetitivo, de falta de complicidad entre sus colaboradores y a Goyo Jiménez de quedarle mucho por recorrer como presentador. En consecuencia, poco después cambiaron el ritmo del programa y se centraron más en pruebas y "castigos" a los colaboradores dejando de lado la información del corazón. Uno de los colaboradores, Dani Rovira, reconoció la validez de muchas de estas críticas.